# Peter MacDonald
Peter MacDonald foi co-desenvolvedor dos recursos precoces do Linux, incluindo bibliotecas compartilhadas, terminais emulados e consoles virtuais. Ele também criou a primeira distribuição Linux compreensiva, Softlanding Linux System, e é o autor do Navegador Web Tcl BrowseX.